# Hindsight
Hindsight ist eine Kompilation der britischen Band Anathema. Sie erschien im Jahr 2008 bei Kscope.

## Entstehung und Veröffentlichung
Nach A Natural Disaster war die Band zunächst längere Zeit ohne Plattenvertrag, arbeitete aber weiter an neuem Material und stellte auf ihrer Homepage Download-Singles zur Verfügung. Schließlich unterschrieben Anathema bei Kscope und nahmen Anfang 2008 eine seit längerem angekündigte Kompilation mit Neueinspielungen älterer Stücke auf. Der Cellist David Wesling vom Royal Liverpool Philharmonic Orchestra war als Gastmusiker beteiligt. Hindsight wurde von der Band produziert und von Les Smith und Jamie Cavanagh abgemischt.

## Titelliste
1. Fragile Dreams – 5:30 (Original auf Alternative 4)
2. Leave No Trace – 4:52 (Original auf A Fine Day to Exit)
3. Inner Silence – 3:40 (Original auf Alternative 4)
4. One Last Goodbye – 6:03 (Original auf Judgement)
5. Are You There? – 5:18 (Original auf A Natural Disaster)
6. Angelica – 5:00 (Original auf Eternity)
7. A Natural Disaster – 6:20 (Original auf A Natural Disaster)
8. Temporary Peace – 5:10 (Original auf A Fine Day to Exit)
9. Flying – 6:27 (Original auf A Natural Disaster)
10. Unchained (Tales of the Unexpected) – 4:18 (zuvor unveröffentlicht)

## Stil
Die Neueinspielungen auf Hindsight sind semi-akustische Versionen. Die Stücke, deren Originale von den letzten fünf Alben stammen, wurden für Akustikgitarre, Piano und Cello umarrangiert, elektrische Gitarre und Keyboard werden nur dezent eingesetzt. Vincent Cavanaghs und Lee Douglas’ Gesang steht meist im Mittelpunkt des ruhigen und melancholischen Albums.

## Rezeption
„[Hindsight ist] mehr als nur ein Lückenfüller. Die Songs verfügen über eine bisher ungeahnte Dichte. Schon der Opener ‘Fragile Dreams’ beweist, dass die Reduktion der Härte Anathemas Stärken noch deutlicher zum Vorschein treten lässt […].“

„The good thing is that the new setting brought the gentle melancholy present in Anathema's music to the forefront; there was a danger of the band being too melodramatic with Hindsight, but it's smartly avoided (for the most part) without losing the emotion.“